# Camptocarpus semihastatus
Camptocarpus semihastatus là một loài thực vật có hoa trong họ La bố ma. Loài này được (Decne.) Klack. mô tả khoa học đầu tiên năm 1998.